# Chiefland
Chiefland ist eine Stadt im Levy County im US-Bundesstaat Florida. Das U.S. Census Bureau hat bei der Volkszählung 2020 eine Einwohnerzahl von 2.316 ermittelt. 

## Geographie
Chiefland liegt rund 20 km westlich von Bronson sowie etwa 150 km südwestlich von Jacksonville.

## Demographische Daten
Laut der Volkszählung 2010 verteilten sich die damaligen 2245 Einwohner auf 1029 Haushalte. Die Bevölkerungsdichte lag bei 139,4 Einw./km². 61,5 % der Bevölkerung bezeichneten sich als Weiße, 30,7 % als Afroamerikaner, 0,3 % als Indianer und 1,7 % als Asian Americans. 2,4 % gaben die Angehörigkeit zu einer anderen Ethnie und 3,5 % zu mehreren Ethnien an. 6,6 % der Bevölkerung bestand aus Hispanics oder Latinos.
Im Jahr 2010 lebten in 38,6 % aller Haushalte Kinder unter 18 Jahren sowie 28,2 % aller Haushalte Personen mit mindestens 65 Jahren. 61,7 % der Haushalte waren Familienhaushalte (bestehend aus verheirateten Paaren mit oder ohne Nachkommen bzw. einem Elternteil mit Nachkomme). Die durchschnittliche Größe eines Haushalts lag bei 2,47 Personen und die durchschnittliche Familiengröße bei 3,10 Personen.
32,4 % der Bevölkerung waren jünger als 20 Jahre, 24,7 % waren 20 bis 39 Jahre alt, 23,3 % waren 40 bis 59 Jahre alt und 19,7 % waren mindestens 60 Jahre alt. Das mittlere Alter betrug 34 Jahre. 45,6 % der Bevölkerung waren männlich und 54,4 % weiblich.
Das durchschnittliche Jahreseinkommen lag bei 22.210 $, dabei lebten 40,8 % der Bevölkerung unter der Armutsgrenze.
Im Jahr 2000 war Englisch die Muttersprache von 93,14 % der Bevölkerung, spanisch sprachen 5,47 % und 1,39 % sprachen Tagalog.

## Verkehr
Chiefland wird von den U.S. Highways 19, 27 Alternate (SR 500), 98 und 129 durchquert. Der nächste Flughafen ist der Gainesville Regional Airport (etwa 70 km nordöstlich).

## Kriminalität
Die Kriminalitätsrate lag im Jahr 2010 mit 786 Punkten (US-Durchschnitt: 266 Punkte) im hohen Bereich. Es gab vier Körperverletzungen, 115 Einbrüche, 120 Diebstähle und 41 Autodiebstähle.